# Барон Сифорд

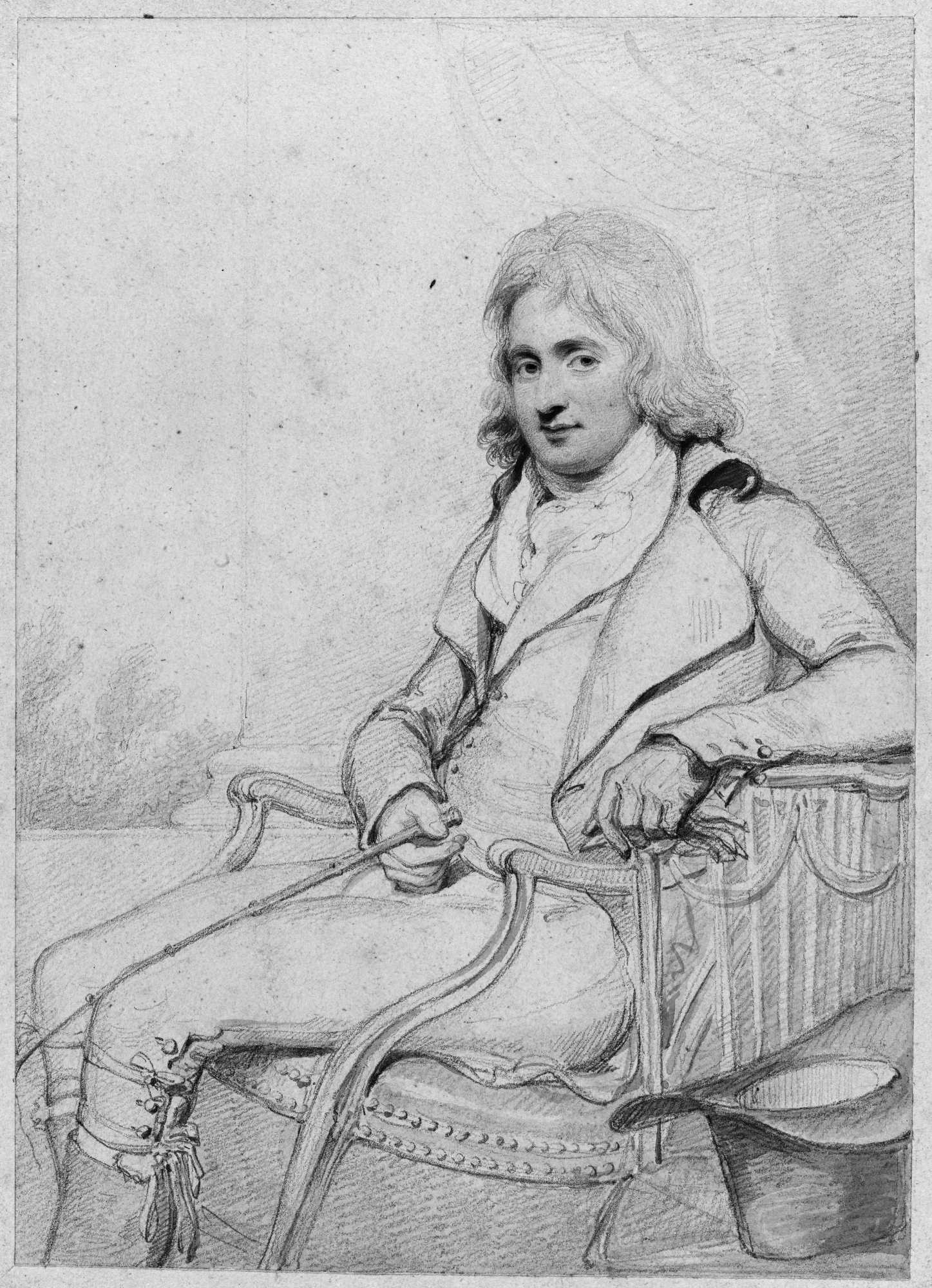
Чарльз Роуз Эллис, 1-й барон Сифорд (1771—1845)

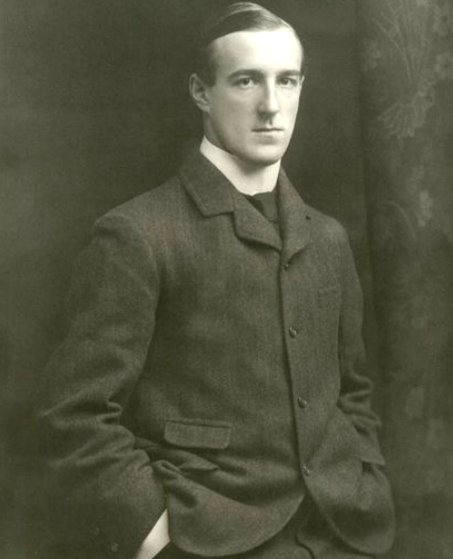
Томас Скотт-Эллис, 8-й барон Говард де Уолден, 4-й барон Сифорд (1880—1946)

Барон Сифорд из Сифорда в графстве Сассекс — наследственный титул в системе Пэрства Соединённого королевства.

## История
Титул барона Сифорда был создан 15 июля 1826 года для английского политика Чарльза Эллиса (1771—1845). Ранее он представлял в Палате общин Хейтсбори (1793—1796), Сифорд (1796—1800, 1801—1806, 1812—1826) и Ист Гринстед (1807—1812). В 1798 году он женился на достопочтенной Элизабет Кэтрин Кэролайн Херви, дочери капитана Джона Херви, лорда Херви (1757—1796), старшего сына Фредерика Огастеса Херви, 4-го графа Бристоля и 5-го барона Говард де Уолден (1730—1803). В 1803 году 4-летний Чарльз Огастес Эллис (1799—1868), старший сын лорда Сифорда, унаследовал титул барона Говарда де Уолдена от своего прадеда, став 6-м бароном Говардом де Уолден. В 1845 году он также стал преемником своего отца в качестве 2-го барона Сифорда.
Чарльз Сифорд в 1828 году женился на леди Люси Кавендиш-Бентинк, дочери Уильяма Бентинк, 4-го герцога Портленда (1768—1854), и Генриетты Скотт. Благодаря этому браку, семья Эллисов приобрела собственность в центральном Лондона. Его внук, Томас Эвелин Скотт-Эллис, 8-й барон Говард де Уолден и 4-й барон Сифорд (1880—1946), получил в 1917 году королевское разрешение на дополнительную фамилию «Скотт». Его сменил его сын, Джон Осмаэль Скотт-Эллис, 9-й барон Говард де Уолден и 5-й барон Сифорд (1912—1999). После его смерти баронские титулы были разделены. Титул барона Говард де Уолден оказался в состоянии неопределенности, на титул претендовали четыре дочери покойного барона: достопочтенная Мэри Хейзел Керидвен Скотт-Эллис (род. 1935), достопочтенная Бланш Сьюзан Скотт-Эллис (род. 1937), достопочтенная Джессика Джейн Скотт-Эллис (род. 1941) и достопочтенная Камилла Энн Браун Скотт-Эллис (род. 1947), а титул барона Сифорда, который может наследоваться только по мужской линии, перешел к Колину Хэмфри Фелтону Эллису, 6-му барону Сифорду (род. 1946), дальнему родственнику 5-го барона Сифорда. Он является правнуком достопочтенного Уильяма Чарльза Эллиса, второго сына 2-го барона Сифорда.

## Бароны Сифорд (1826)
- 1826—1845: Чарльз Роуз Эллис, 1-й барон Сифорд[англ.] (19 декабря 1771 — 1 июля 1845), второй сын Джона Эллиса (ум. 1832);
- 1845—1868: Чарльз Огастес Эллис, 6-й барон Говард де Уолден, 2-й барон Сифорд[англ.] (5 июня 1799 — 29 августа 1868), старший сын предыдущего;
- 1868—1899: Фредерик Джордж Эллис, 7-й барон Говард де Уолден, 3-й барон Сифорд[англ.] (9 августа 1830 — 3 ноября 1899), старший сын предыдущего;
- 1899—1946: Томас Эвелин Скотт-Эллис, 8-й барон Говард де Уолден, 4-й барон Сифорд[англ.] (9 мая 1880 — 5 ноября 1946), единственный сын предыдущего;
- 1946—1999: Джон Осмаэль Скотт-Эллис, 9-й барон Говард де Уолден, 5-й барон Сифорд (27 ноября 1912 — 9 июля 1999), единственный сын предыдущего;
- 1999 — настоящее время: Колин Хэмфри Фелтон Эллис, 6-й барон Сифорд (род. 19 апреля 1946), единственный сын майора Уильяма Фелтона Эллиса (1912—1978), внук Генри Гайсульфа Бертрама Эллиса (1875—1947), правнук преподобного достопочтенного Уильяма Чарльза Эллиса (1835—1923), сына Чарльза Эллиса, 6-го барона Говарда де Уолдена и 2-го барона Сифорда;
  - Наследник титула: достопочтенный Бенджамин Фелтон Томас Эллис (род. 17 декабря 1976), старший сын предыдущего.